# 科諾皮良卡 (大巴加奇卡區)
49°40′25″N 33°49′9″E / 49.67361°N 33.81917°E
科諾皮良卡（烏克蘭語：Коноплянка）是位於烏克蘭中部的村莊，由波爾塔瓦州米爾霍羅德區的比洛采爾基夫卡市鎮負責管轄。該村處於赫尼利察河畔，距離普肖爾河3公里，面積1.26平方公里，2001年人口233。